# Bassa marea (film 1950)
Bassa marea (House by the River) è un film del 1950 diretto da Fritz Lang.

## Trama
Lo scrittore Stephen Byrne vive in una bella casa vittoriana di stile rococò sulla riva di un fiume.
La corrente limacciosa trasporta ogni genere di relitti: un'inquadratura mostra il primo piano della carcassa di una mucca gonfia d'acqua. La vicina di casa, Mrs Ambrose, è una donna curiosa e pettegola, sempre pronta a fare domande e a lanciare sguardi indiscreti, ma sta a lei esprimere il disgusto per lo spettacolo dei rifiuti gettati nell'acqua   "Odio questo fiume!".
Stephen non sta passando un periodo fortunato nel suo lavoro: gli manca l'ispirazione e spesso l'editore è insoddisfatto dei suoi manoscritti e glieli respinge. Una sera d'estate scrive all'aperto, nel giardino, sotto il gazebo. La moglie Marjorie è andata da dei parenti, in campagna, ed è rimasto solo in casa con la giovane cameriera, Emily.
La ragazza gli chiede il permesso di fare il bagno al piano superiore, essendosi guastato quello di servizio nel seminterrato. Si ode lo scrosciare l'acqua, la finestra è illuminata: verso di essa lui alza gli occhi di tanto in tanto. La giovane guarda compiaciuta il suo bel viso prender forma sullo specchio appannato e si profuma come fa la sua padrona.  L'uomo si accende di desiderio. Entra in casa e nel buio del vano delle scale la aspetta. Mentre Emily scende le scale se ne intravedono le belle gambe, lasciate scoperte dall'accappatoio allentato. Stephen tenta di abbracciarla, ma incontra la sua imprevista resistenza. Lei grida e lui, contrariato e preoccupato di richiamare l'attenzione della vicina che è fuori in giardino, le mette una mano sulla bocca e la strangola con tale violenza che la ragazza soffoca e si affloscia esanime.
Proprio in questo frangente arriva il fratello John. Stephen non può fare a meno di raccontargli il fatto e John gli consiglia di consegnarsi alla polizia. L'uomo, non sposato, conduce una piccola ditta e tra l'altro è storpio, inizialmente rifiuta di aiutare il fratello, egli lo ha tirato fuori d'impaccio numerose volte, ma stavolta si tratta di omicidio.
Adducendo il pretesto (falso) che Marjorie è incinta e non potrebbe affrontare un tale scandalo, Stephen costringe il fratello, che ha una grande simpatia e stima della moglie, ad aiutarlo.
I due portano il corpo, infilato e chiuso in un sacco di iuta, nel fiume, dove al largo lo gettano appesantito da un'ancora. Stephen inscena poi la finzione della fuga della ragazza. Fa sparire dall'armadio i suoi abiti e sottrae un paio di orecchini di opale dallo scrigno di sua moglie Marjorie, per attribuirle il movente del furto.
La sparizione di Emily diventa un giallo misterioso e dà notorietà allo scrittore che ne trae beneficio: le sue opere godono di una pubblicità insperata e lui inizia a scrivere un romanzo che adombra la sua ultima esperienza, inoltre, sprezzante per la fine della povera ragazza, non perde occasione per denigrarla e accusare di ogni comportamento immorale in pubblico. Ciò manda su tutte le furie il fratello, che all'ennesimo sproloquio di Flora Bantam, sua governante, sulla ragazza, dà in escandescenze licenziandola.
Ma la marea muta e il sacco torna in superficie. Sulla iuta è stampato il nome di John Byrne, in quanto di proprietà della ditta, egli lo aveva prestato al fratello per far raccogliere della legna alla sua domestica. I sospetti si concentrano quindi su John. Inoltre, durante il processo, viene accusato dalla sua governante, donna gelosa e possessiva che essendo stata appena licenziata, nutre risentimenti verso l'uomo. Soltanto la vicina depone favorevolmente per lui. Stephen fa ben poco per scagionarlo. Il giudice tuttavia conclude con un non luogo a procedere.
John è tormentato dal rimorso di avere aiutato a nascondere un delitto, inoltre essendo ritenuto nel villaggio responsabile della morte di Emily, riceve continue lettere di minacce ed è malvisto dai vicini e dai clienti della ditta. Gli fa visita Marjorie, affranta per il comportamento del marito che da un po' di tempo è irascibile e nervoso, la donna trova John profondamente depresso e temendo possa commettere qualcosa di irreparabile, tornata in casa, supplica il marito di raggiungere il fratello e confortarlo.
Ma Stephen ha ben altre intenzioni, recupera gli orecchini di Emily, che aveva nascosto in casa e di sera, assicuratosi dell'assenza del fratello va a nasconderli nella sua abitazione, dopodiché lo trova assorto mentre passeggia sulla sponda del fiume. John, stufo della situazione e irritato dal comportamento di Stephen, gli manifesta la sua intenzione di confessare tutto alla polizia.
Stephen attua quindi il suo piano, lo colpisce con una catena, stordendolo e lo fa getta nel fiume.
La moglie Marjorie, resasi conto nel corso del processo, della meschinità del comportamento del marito nei confronti del fratello,  inizia a nutrire dei sospetti sulla sua colpevolezza e quando legge la bozza del romanzo che sta scrivendo ne ha la certezza.
Tornato in casa visibilmente stravolto, Stephen ha una discussione con la moglie, la quale rivelandogli sinceramente quello che pensa, provoca la collera incontenibile dell'uomo che tenta di strangolarla, ma imprevedibilmente appare John, fradicio e ferito che è riuscito a risalire la sponda del fiume, facendo desistere Stephen dalla sua azione.
Il destino ha preparato allo scrittore una condanna inappellabile. Fuori di sé e in fuga, in una tenda che svolazza nel corridoio della casa gli pare di vedere il fantasma di Emily, inciampa, scivola, la tenda gli si avvolge attorno al collo, nel tentativo di districarsi precipita nel vano delle scale e si schianta al suolo.

## Produzione
Il film fu prodotto da una piccola casa produttrice, la Republic Pictures.

### Soggetto
Il soggetto è tratto da un romanzo Floodtide dello scrittore inglese Alan P. Herbert.

### Riprese
La lavorazione del film durò 32 giorni.

### Prima
La prima proiezione si ebbe il 25 marzo 1950.

## Accoglienza
Come la maggior parte delle produzioni di questa piccola casa produttrice, il film ebbe una distribuzione limitata e rimase a lungo un prodotto di nicchia.. In Italia fu proiettato per pochi giorni alla fine del 1951; in Francia è uscito nelle sale solo nell'aprile 2019.

## Critica

### Romanticismo tragico
Bertrand Tavernier:
(Bertrand Tavernier, Cahiers du Cinéma, n. 132, giugno 1962)

## Acqua, specchio, toilette, morte

### Il fiume
«I hate this river» (Odio questo fiume), la frase prediletta di Mrs. Ambrose, sottolinea come una didascalia le prime immagini d'acqua.
Al fiume dalle acque cupe, che scorre presso la casa e che trasporta la carogna gonfia della mucca anziché inghiottirla per sempre,  sono subito collegati i temi della maledizione e della morte.
(Georges Sturm, La ninfa dello scarabeo. Sulle prime sequenze di "House in the river", p. 347)

### Lo specchio - la toletta
All'acqua, specchio originario, è collegato l'oggetto simbolo della visione e dello sdoppiamento.
Nella sequenza iniziale Emily, dopo aver fatto il bagno, cerca di specchiarsi ma lo specchio è oscurato dal vapore acqueo e lei con la mano toglie la condensa: pian piano si definiscono i suoi lineamenti.
(Georges Sturm, p. 348)

### La morte
(Georges Sturm, p. 348)